# Тенно, Павел Данилович
Павел (Пауль-Вольдемар) Данилович Тенно (эст. Paul-Voldemar Tenno; 15 [27] сентября 1891 — 22 февраля 1985) — офицер Русской императорской армии, артиллерист. Участник Первой мировой войны и Гражданской войны. Кавалер ордена Святого Георгия 4-й степени. Офицер резерва Эстонской армии.

## Биография
Пауль-Вольдемар Тенно родился в крестьянской семье Таниеля (Данила) Тенно (род. 30 октября 1866) и Миины Тенно (род. 1868) в деревне Хаммасте (Кастеро-Вендауская волость, Дерптский уезд). Окончил Юрьевское реальное училище.
В 1911 году поступил на военную службу юнкером в Михайловское артиллерийское училище, после окончания которого 12 июля 1914 года произведён в подпоручики, со старшинством с 6 августа 1912 года, с назначением в 22-й мортирный артиллерийский дивизион. 17 июля зачислен в дивизион младшим офицером 1-й батареи, 18 июля выступил с дивизионом на театр военных действий.
Участник Первой мировой войны. Воевал в составе Северо-Западного фронта. 24 ноября 1915 года назначен адъютантом дивизиона. 24 февраля 1916 года произведён в поручики, со старшинством с 19 июля 1915 года, 7 октября 1916 года — в штабс-капитаны, со старшинством с 19 июля того же года.
29 января 1917 года назначен старшим офицером 1-й батареи. С 1 марта по 6 апреля, с 29 апреля по 8 августа и с 21 сентября по 24 ноября 1917 года временно командовал батареей.
Приказом командующего 7-й армией от 31 октября 1917 года № 1765, за отличие в бою 18 июня 1917 года при рекогносцировке на вражеские позиции под неприятельским огнём, награждён орденом Святого Георгия 4-й степени.
После провозглашения независимости Эстонии вступил в эстонские вооружённые силы, формировал 5-ю батарею 1-й Эстонской артиллерийской бригады. 25 марта 1918 года приказом главнокомандующего Эстонской армией генерал-майора Ларки произведён в капитаны, со старшинством с 19 июля 1917 года.
Осенью 1918 года присоединился к Белому движению. 8 ноября 1918 года зачислен добровольцем в 1-й Псковский добровольческий стрелковый артиллерийский полк Псковского добровольческого корпуса. В июне 1919 года назначен командиром 2-й батареи Псковской артиллерийской бригады, в июне — июле — начальник артиллерийского участка, затем до декабря 1919 года — командир 2-й батареи 2-го Отдельного лёгкого артиллерийского дивизиона.
После ликвидации Северо-Западной армии, в 1921 году принял эстонское гражданство, 1 сентября 1921 года зачислен в резерв Эстонской армии. Работал школьным учителем в Валге. В 1927 году окончил экономический факультет Тартуского университета. В 1938—1940 годах работал в библиотеке в Вынну. В дальнейшем проживал в Тарту, работал школьным учителем.
Умер 22 февраля 1985 года в Тарту, похоронен на кладбище Раади-Марья.
Брат Павла Даниловича — Артур Тенно (21.07.1894 — 11.04.1963), подполковник Эстонской армии и РККА, участник Освободительной войны, кавалер Креста Свободы I класса 3-й степени. Репрессирован во время Великой Отечественной войны.

## Награды
За время службы Павел Данилович Тенно был удостоен наград:
- Орден Святой Анны IV степени с надписью «За храбрость» (приказ 10-й армии 1914 года № 285, утверждено высочайшим приказом 20 апреля 1915 года)
— за бой 23 сентября 1914 года.
- Орден Святого Станислава III степени с мечами и бантом (приказ 10-й армии 1914 года № 332, утверждено высочайшим приказом 1 мая 1915 года)
— за бои с 24 по 28 сентября 1914 года.
- Орден Святой Анны III степени с мечами и бантом (высочайший приказ 4 июня 1915 года)
— за бои с 16 ноября по 9 декабря 1914 года.
- Орден Святого Станислава II степени с мечами (приказ главнокомандующего армиями Западного фронта от 10 октября 1915 года № 2092)
— за бои с 4 по 8 марта 1915 года.
- Орден Святой Анны II степени с мечами (приказ 11-й армии 1915 года № 530, утверждено высочайшим приказом 25 июля 1916 года)
— за период боёв по 1 июня 1915 года.
- Орден Святого Владимира IV степени с мечами и бантом (приказ главнокомандующего армиями Северного фронта от 31 марта 1917 года № 238)
— за период боёв с 13 по 17 февраля 1915 года.
- Орден Святого Георгия IV степени (приказ 7-й армии № 1765 от 31 октября 1917 года)
— за бой 18 июня 1917 года.

## Комментарии
1. ↑  В некоторых приказах ошибочно назван Наумом, Наумом-Вольдемаром.